# Rhenania Porzellanfabrik
Die Rhenania Porzellanfabrik GmbH war ein im Bonner Stadtteil Duisdorf ansässiger Hersteller von Porzellan. Zwischen 1904 und 1958 wurde hier insbesondere Hotelgeschirr und Zierporzellan produziert.

## Geschichte

### Eduard Schumann Porzellanfabrik (1904–1908)
1904 gründeten (Johann) Carl (1871–1926) und sein Halbbruder (Ferdinand) Eduard Schumann (1854–1907) aus Arzberg in Oberfranken die Eduard Schumann Porzellanfabrik in Duisdorf. Erfahrungen bei der Porzellanherstellung hatten sie im Elternhaus gesammelt. Der Vater Heinrich hatte 1881 die Porzellanfabrik Schumann & Riess gegründet. Als er 1884 starb, bestimmte er den erst 21-jährigen Carl zu seinem Nachfolger. Ab 1892 hieß die Firma Porzellanfabrik Carl Schumann G.m.b.H. & Co. K.G. Da die Geschäfte gut liefen, wurde 1904 in Duisdorf ein zweites Werk errichtet. Das Fabrikgelände befand sich direkt am Bahnhof (Alter Heerweg 2). 1906 firmierte das Unternehmen in Duisdorf als Eduard Schumann Porzellanfabrik. Die Fabrik beschäftigte zu dieser Zeit 150 Arbeiter. Als persönlich haftender Gesellschafter trat 1906 Bernhard Hoß in die offene Handelsgesellschaft der Eduard Schumann Porzellanfabrik ein. Firmiert 1907 als Porzellanfabrik Schumann u. Cie. und plant den Bau drei weiterer Brennöfen. Nachdem Eduard Schumann, der das Geschäftliche erledigte, im Jahr 1907 gestorben war, und Carl Schumann aus Arzberg die Fabrik nicht leiten konnte, wird zum Fortbetrieb der Fabrik 1908 die "Keramische Werke GmbH", Stammkapital 250.000 Mark, gegründet.
Als Porzellanmarke findet sich unter konischen Kaffeekannen und Zuckerdosen mit Dekor Indisch Blau die Pressmarke: E.

### Keramische Werke G.m.b.H. (1908–1912)
Zum Fortbetrieb der „Porzellanfabrik Schumann u. Cie.“, wird 1908 die „Keramische Werke GmbH“ gegründet. Geschäftsführer sind die Kaufleute Gustav Wahl und Andrew Bayerwaltes, beide aus Bonn. Das Stammkapital beträgt 250.000 Mark. Gegenstand des Unternehmens ist die Fabrikation und der Vertrieb keramischer und aller verwandten, in die keramische und Porzellanbranche fallenden Artikel, ferner die Übernahme von Fabriken und Geschäften derselben oder ähnlichen Branchen. Zur Deckung seiner Stammeinlage bringt der Gesellschafter Bernhard Hoß 1908 seinen Anteil an der bisherigen offenen Handelsgesellschaft Firma „Eduard Schumann Porzellanfabrik“ im Wert von 45.000 Mark und der Gesellschafter Eduard Schumann zur teilweisen Deckung seiner Stammeinlage ebenfalls seinen Anteil an obiger offenen Handelsgesellschaft im Wert von M 115.000. Die Fabrik diente der Fabrikation und Vertrieb keramischer und aller Verwandten in die keramische und Porzellanbranche fallenden Artikel. In dieser Zeit wurden zahlreiche Patente auf keramische Teile angemeldet, z. B. von Invertlampen. 1912 erfolgte die Umbenennung der „Keramische Werke GmbH“ in „Westdeutsche Porzellanfabrik GmbH“.
Als Porzellanmarke wurde in dieser Zeit eine blaue Unterglasur-Pinselmarke und auch eine blaue Stempelmarke verwendet. Diese zeigt das Monogramm „Kw“.

### Westdeutsche Porzellanfabrik G.m.b.H. (1912–1935)
Seit 1912 firmierte die Fabrik als Westdeutsche Porzellanfabrik G.m.b.H. Während des Ersten Weltkrieges, ca. 1916–1918, wurden von der Fabrik Notmünzen mit der Prägung einer „5“ beidseitig, sowie einseitig am Rand „Kleingeldersatzmarke“ und rückseitig am Rand, „Westd. Porzellanfabrik GmbH“  „Duisdorf“, ausgegeben. 1925 waren Gustav Wahl (kaufmännische) und Andrew Bayerwaltes (technische) Direktoren. Zuletzt beschäftigte das Werk 200 Mitarbeiter und fertigte vor allem Zugabe- und Reklameartikel. Am 1. Juni 1935 wurde Konkurs angemeldet und die Produktion eingestellt.
Die grüne Stempelmarke zeigt ein Wappen mit einem oben nach links laufenden Löwen, darunter im Wappen ein D, über dem Wappen eine Krone, links vom Wappen ein W und rechts ein P. Als Bodenmarke wurde in dieser Zeit auch die blaue Unterglasur-Pinselmarke verwendet (Monogramm WP). Die Formen der Keramische Werke GmbH wurden von der Westdeutschen Porzellanfabrik GmbH weiter verwendet.

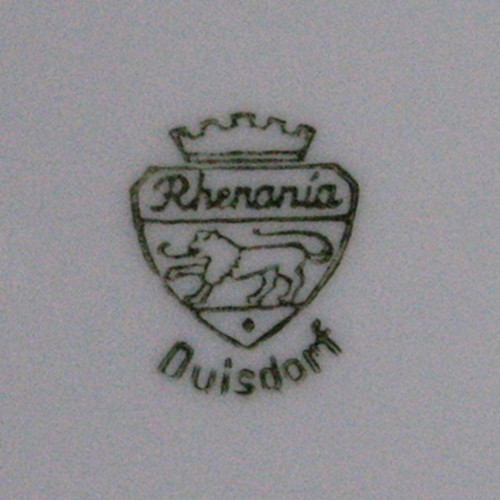
Porzellanmarke Rhenania Duisdorf

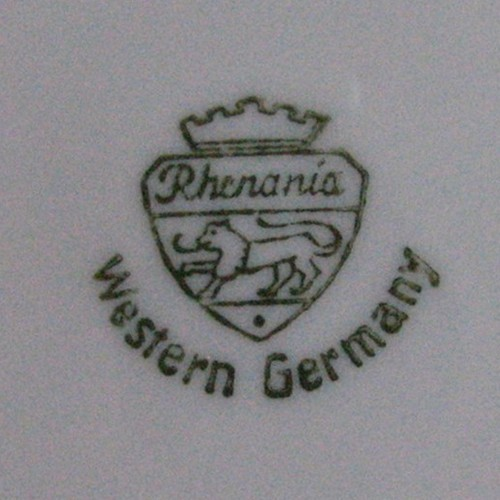
Porzellanmarke Rhenania Western Germany

### Rhenania Porzellanfabrik GmbH (1935–1958)
Am 15. August 1935 ersteigerte die Rhenania Wirtschaftbetriebs GmbH aus Köln die "Westdeutsche Porzellanfabrik GmbH" und benannte sie in Rhenania Porzellanfabrik GmbH um.  Alleiniger Inhaber war Georg Kettner. Am 30. Juni 1958 wurde die Fabrik geschlossen. Die Schließung erfolgte wegen veralteter Produktionsanlagen und fehlender Nachfolger.
Die dunkelgrüne Stempelmarke zeigt ein Wappenschild mit dem Schriftzug Rhenania darin, darunter ein nach links laufender Löwe. Über dem Wappenschild befindet sich eine Krone und unter dem Wappenschild steht Duisdorf oder Western Germany.

## Produkte
1906 wurden Kaffee- u. Tee-Service, Tassen, Dessert- und Kuchenteller, Krüge, Körbe etc. hergestellt. Spezialität der Fabrik waren Wandplatten, Hartporzellan-Verblender, Stanzartikel für Elektrotechnik. Exportiert wurden Salat- und Frühstückssets. Die Fabrik hatte eine eigene Malerei und Druckerei. Hergestellt wurde also vor allem Gebrauchs- und Zierporzellan.
Die breite Palette umfasste Porzellan mit blauem Unterglasur-Dekor in Zwiebelmuster und Strohhalmdekor, goldverziertes Geschirr und Vasen des Art déco, schwarz-weißes Geschirr, figürliche Darstellungen, Viezporzen bis hin zu Autovasen. In der Zeit des Wirtschaftswunders ist die Rhenania Porzellanfabrik durch ihr Hotelgeschirr bekannt geworden. Zwischen 1954 und 1957 erhielt sie vier Auszeichnungen durch die Zentralstelle zur Förderung deutscher Wertarbeit e.V., die jährlich eine „Sonderschau formgerechter Industrieerzeugnisse“ auf der Hannover Messe verantwortete. Die ausgezeichnete Modelle waren das Hotelporzellan Form 85 (1954, 1955), das Kaffee- und Tafelgeschirr Form Eva (1956), das die Fabrik 1950 bekannt machte, und die Teekanne Form 700 (1957). Ein Höhepunkt des künstlerischen Schaffens war die Zusammenarbeit mit Gerhard Marcks, der u. a. die Teekanne Tiergarten im funktionalistischen Stil entwarf.